# زمین‌لرزه دسامبر ۲۰۰۷ شیلی
زمین‌لرزه شیلی  در تاریخ ۱۵ دسامبر ۲۰۰۷ میلادی، برابر با ‎۲۴ آذر ۱۳۸۶، ساعت ۱۸:۲۲:۲۷ به زمان یوتی‌سی در شیلی ، منطقه والپارایزو رخ داد. ژرفای این زلزله ۲۵ کیلومتر بود، و بزرگی آن ۵٫۹ در مقیاس Mw و بیشینهٔ شدت آن در مقیاس مرکالی VI اعلام شده‌است. زمین‌لرزه به وقت محلی در روز شنبه، ساعت ۱۴ روی داده و منطقه زمانی آن یوتی‌سی -۴ بوده‌است (با لحاظ تغییر ساعت تابستانی).
سازمان زمین‌شناسی آمریکا نیز رومرکز این زمین‌لرزه را در مختصات ۳۲°۴۱′۲۰″جنوبی ۷۱°۴۱′۴۲″غربی / ۳۲٫۶۸۹°جنوبی ۷۱٫۶۹۵°غربی و ژرفای آنرا در ۲۵ کیلومتر گزارش کرده‌است. بزرگی برگزیدهٔ این سازمان از میان بزرگیهای محاسبه‌شدهٔ مختلف ۵٫۹ در مقیاس Mw بوده و از دید اثر، در میان چهار دسته‌بندی «نامحسوس»، «محسوس»، «زیان‌آور» یا «با تلفات»، زلزله را «با تلفات» اعلام کرده‌است.چندین ساختمان در زمین‌لرزه در Con Con و Valparaiso آسیب دیده‌است.
پروژهٔ «تنسور گشتاور مرکزوار» زاویه‌های (راستا، شیب، ریک) گسل سازندهٔ زمین‌لرزه و صفحه عمود بر آنرا (°۳۵۹، °۲۱، °۸۹) یا (°۱۷۹، °۶۹، °۹۰) و نوع گسل را «معکوس» فرارسانده‌است.
زمین‌لرزه کشته‌ای نداشته و شمار زخمیان ۴ نفر برآورده شده‌است.